# Випунен
Випунен (Vipunen) — персонаж карело-финского эпоса «Калевала», древний умерший великан, чье тело давно заросло деревьями: осиной, березой, ольхой, ивой, елью и сосной. Лес на теле Випунена напоминает о сходных скандинавских мифах, согласно которым мир создан из тела первобытного великана Имира (лес — это его волосы).Появляется в 17 руне как хранитель таинственных магических слов, из-за поиска которых Вяйнямейнен спускается в утробу великана и пытается вернуть его к жизни. Считается первым заклинателем-шаманом.Информацию о Випунене Вяйнямейнену сообщает некий пастух, однако знает о нём как о древнем почившем охотнике и Ильмаринен. Путь к Випунену лежит через иголки, мечи и секиры. Вяйнямейнен обращается к Випунену со словами orja (раб). Однако он оступается и попадает в утробу великана. В процессе попытки выйти наружу и связанной с этим борьбы Випунен соглашается подчиниться Вяйнямейнену только в том случае, если тот послан самим Создателем (Luoja). Вместе с тем, видя в Вяйнямейнене своего мучителя, он называет его «собакой Хийси» (Hiien hurtta). Когда Випунен начинает петь, то река Иордан (Juortan) останавливает свое течение (17:572).
Эйно Киуру отмечает, что второе имя Випунена Антеро (Antero) указывает на связь образа со святым Андреем.
В некоторых рунах Лемминкяйнен называется сыном Випунена.